# Sari Essayah
Sari Essayach (ur. 21 lutego 1967 w Haukivuori) – fińska lekkoatletka, specjalizująca się w chodzie sportowym, a także polityk, deputowana do Eduskunty, posłanka do Parlamentu Europejskiego VII kadencji, przewodnicząca Chrześcijańskich Demokratów, od 2023 minister rolnictwa i leśnictwa.

## Życiorys
Ze strony ojca jest pochodzenia marokańskiego. W pierwszej połowie lat 90. należała do światowej czołówki w kobiecym chodzie sportowym. Na Uniwersjadzie 1989 w Duisburgu zajęła 3. miejsce na dystansie 5 kilometrów, dwa lata później na Uniwersjadzie 1991 w Sheffield wygrała zawody na 10 km. Czterokrotnie brała udział w Mistrzostwach Świata w Lekkoatletyce, w 1987 była 19., w 1991 zdobyła brązowy medal, w 1993 zajęła pierwsze miejsce, a w ostatnim swoim występie w 1995 była 4. Złoty medal uzyskała także na Mistrzostwach Europy w Lekkoatletyce z 1994, odbywających się w Helsinkach. Dwukrotnie startowała w letnich igrzyskach olimpijskich. W Barcelonie (1992) była 4., w Atlancie (1996) zajęła 16. miejsce.
W 1995 ukończyła studia magisterskie na Uniwersytecie w Vaasie. Po zakończeniu kariery sportowej zaangażowała się w działalność polityczną. Z ramienia Chrześcijańskich Demokratów w 2003 została wybrana na deputowaną do fińskiego parlamentu – Eduskunty. Cztery lata później bez powodzenia ubiegała się o reelekcję. W wyborach europejskich w 2009 uzyskała mandat posłanki do Parlamentu Europejskiego. W 2011 objęła patronat nad Mikołajem Dziadokiem, działaczem i więźniem politycznym z Białorusi.
Bez powodzenia kandydowała w wyborach prezydenckich w 2012, zajmując ostatnie miejsce z poparciem na poziomie 2,5%. W 2014 znalazła się poza Europarlamentem, w 2015 ponownie zdobyła natomiast mandat deputowanej w Eduskuncie. W tym samym roku objęła kierownictwo Chrześcijańskich Demokratów. W 2019 i 2023 była wybierana na kolejne kadencje fińskiego parlamentu.
W czerwcu 2023 objęła urząd ministra rolnictwa i leśnictwa w rządzie Petteriego Orpa. W 2024 ponownie ubiegała się o urząd prezydenta, w pierwszej turze wyborów otrzymując 1,5% głosów.